# Poladtuğay
Poladtuğay è un comune dell'Azerbaigian situato nel distretto di Sabirabad. Conta una popolazione di 1 201 abitanti.